# Sögersdorf
Sögersdorf ist eine unbewohnte Katastralgemeinde der Marktgemeinde Halbenrain im Südosten des österreichischen Bundeslandes Steiermark im Bezirk Südoststeiermark, rund drei Kilometer vom Hauptort entfernt.
Ursprünglich gehörte das Gebiet zur am südlichen Murufer befindlichen Gemeinde Sögersdorf bei Abstall (heute slowenisch: Segovci), die durch die Grenzziehung seit 1918 zu Jugoslawien bzw. heute zu Slowenien gehört.